# آتمور
آتمور شهری است در ایالت آلاباما در کشور آمریکا.

## مکان
آتمور در موقعیت () قرار دارد.
با توجه به اطلاعات اداره آمار آمریکا مساحت آن در حدود ۲۱٫۷ کیلومترمربع است.

## مردم‌شناسی
با توجه به آمار سال ۲۰۰۰ جمعیت آن ۷۶۷۶ نفر، ۳۱۴۸ خانواده در آن ساکن هستند.تعداد ۳۵۳۵ واحد خانه در هر مساحت تقریبی (۱۶۴akm²) قرار دارد.
۲۶،۴% درصد از خانواده‌های فرزند زیر ۱۸ سال داشتند که از این تعداد ۴۲،۱% درصد زوج بوده و ۲۰% درصد زنان بدون شوهر و ۳۴،۲% درصد نیز غیر خانواده بودند.
متوسط درآمد یک خانواده در حدود ۲۹،۸۱۳ دلار آمریکا است و زنان درآمد متوسط ۲۸،۱۱۴ دلار آمریکا و مردان درآمد متوسط ۱۹،۵۹۴ دلار آمریکا بدست می‌آورند.